# 슈투름 데어 리베
《슈투름 데어 리베》(독일어: Sturm der Liebe)는 2005년부터 현재까지 방영된 독일의 텔레노벨라이다.